# Метсакюла (Йыгевамаа)
Ме́тсакюла (эст. Metsaküla) — деревня в волости Муствеэ уезда Йыгевамаа, Эстония. До административной реформы местных самоуправлений Эстонии 2017 года входила в состав волости Казепяэ.

## География и описание
Расположена в 3 километрах от берега Чудского озера. Расстояние до уездного центра — города Йыгева — 30 км, до волостного центра — города Муствеэ — 8 км. Высота над уровнем моря — 39 метров.
Климат умеренный. Официальный язык — эстонский. Почтовый индекс — 65372.

## Население
По данным переписи населения 2021 года, в Метсакюла  насчитывалось 83 жителя, из них 81 (97,6 %) — эстонцы.
По данным переписи населения 2011 года, в деревне проживали 88 человек, из них 86 (97,7 %)  — эстонцы.
Численность населения деревни Метсакюла по данным Департамента статистики: 
| Год  | 2000 | 2011 | 2017 | 2018 | 2019 | 2020 | 2021 |
| ---- | ---- | ---- | ---- | ---- | ---- | ---- | ---- |
| Чел. | 129  | ↘ 88 | ↗ 92 | ↘ 91 | ↘ 85 | ↗ 90 | ↘ 83 |

## История
Поселение возникло после Второй мировой войны. До 1977 года входило в границы деревни Нымме, с 1977 года — в состав деревни Мурру. Деревня Метсакюла была сформирована в 1998 году из нескольких частей упразднённой деревни Мурру.
В советское время на территории деревни, в низовьях реки Куллавере работали рыбоводное хозяйство и цех белковой икры рыболовецкого колхоза имени Кирова. В настоящее время колхозные помещения заброшены и разрушаются.

## Комментарии
1. ↑  Эстонские топонимы, оканчивающиеся на -а, не склоняются и не имеют женского рода (исключение — Нарва)[6].